# Cantonul Fleury-les-Aubrais
Cantonul Fleury-les-Aubrais este un canton din arondismentul Orléans, departamentul Loiret, regiunea Centru, Franța.

## Comune
- Chanteau
- Fleury-les-Aubrais (reședință)